# Rubén Palazuelos
Rubén Palazuelos García (Santander, 11 aprile 1983) è un calciatore spagnolo, centrocampista del Vimenor.

## Carriera
Ha cominciato la propria carriera nella squadra riserve del Racing Santander, militando in seguito, tra 2004 e 2006, nel Lanzarote, nel Palencia e nel Gimnástica de Torrelavega. Trascorre la stagione 2006-2007 in prestito ai greci dell'Aris Salonicco; il 31 luglio 2007, dopo aver dovuto pagare per rescindere il suo contratto con il Gimnástica de Torrelavega, firma per gli scozzesi dell'Heart of Midlothian.